# Île du Beurre
L'Île du Beurre est un site naturel de Tupin-et-Semons, dans le département du Rhône, sur les bords du Rhône. Elle se situe à 40 km au sud de Lyon dont la protection a été assurée en 1987 par un arrêté préfectoral de protection de biotope.

## Description
L'Île du Beurre est un des derniers espaces alluviaux du département du Rhône qui a gardé sa dynamique naturelle au fil des crues.

## Faune et flore
L'île est notamment peuplée de castors mais aussi de nombreuses espèces floristiques et faunistiques patrimoniales.
L'Epipactis fibri, dite l'orchidée du castor, est découverte en 1992 sur l'Île du beurre, elle mesure entre 10 et 24 cm. Elle fleurit entre juillet et octobre.